# Pasquino

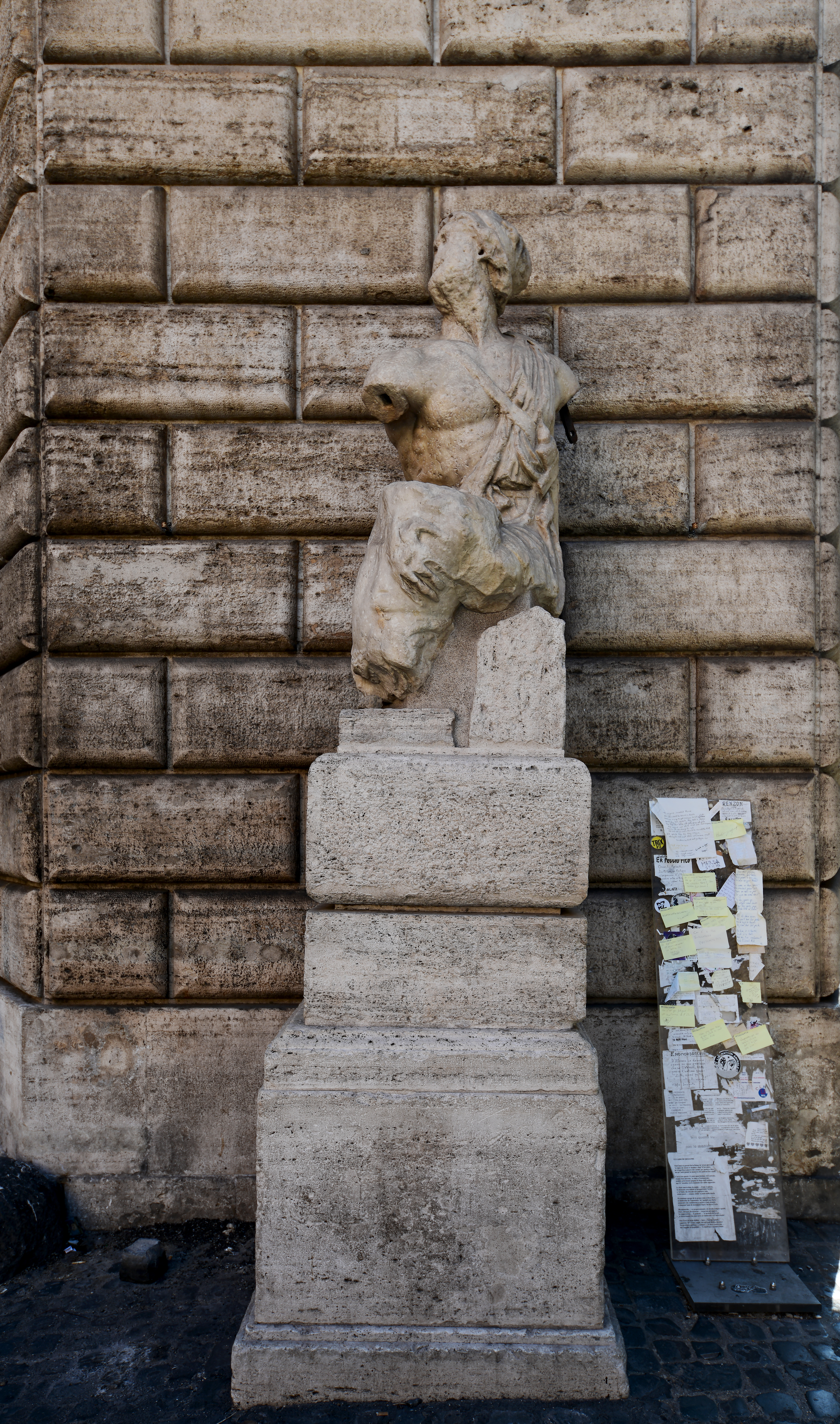
Estátua de II Pasquino (foto de 2005).

Pasquino é a mais famosa das estatuas falantes de Roma, transformada em figura característica da cidade entre os séculos XVI e XIX. Aos pés da estátua e, geralmente, no pescoço eram colados, em épocas passadas, as pasquinadas, folhetos com conteúdo satírico, freqüentemente em  versos, dirigidos a personagens públicos importantes, inclusive ao Papa.

## A estátua
A estátua é, na realidade, um fragmento de uma obra helênica, provavelmente do século III a.C. Representa um guerreiro heleno. Alguns afirmam que a obra representa Menelau segurando o corpo de Pátroclo moribundo. Outros estudiosos apontam que representaria Ájax segurando o corpo de Aquiles, ou mesmo Hércules lutando contra os centauros. A estátua ficou por muitos anos em um beco medieval, até que em 1501 foi colocada no lugar que ocupa hoje, na piazza di Pasquino, não longe da Piazza Navona, no rione Parione de Roma.

## O nome de Pasquino
Sobre o porquê do nome da estátua não se pode aventurar mais hipóteses, a maioria das quais são de origem lendária. Segundo alguns, Pasquino era um personagem conhecido por seus versos satíricos, talvez um barbeiro. Outros apontam que se tratava de um mestre de gramática latina, que exercia sua docência na mesma praça. Um dia, seus alunos teriam encontrado semelhanças entre o professor e a estátua, começando assim o costume de deixar anotações no pescoço. Outra versão diz que o nome poderia estar relacionado com o do protagonista de uma das narrativas do Decamerão de Boccaccio (Decamerão, IV, 7) morto por ter sido envenenado com salvia, erva conhecida por suas propriedades curativas. O nome aqui, indicaria a quem é ferido pelas coisas que tomam, a princípio, por serem boas (como poderia ser naquele contexto, o poder teocentrista papal).